# John Osborne (11e duc de Leeds)
John Francis Godolphin Osborne, 11e duc de Leeds (12 mars 1901 - 26 juillet 1963) est un homme politique et pair britannique.

## Biographie

### Vie privée
Il est le fils de George Osborne, 10e duc de Leeds et de Katherine Frances Lambton. 
Il hérite du titre de duc de Leeds et ses titres subsidiaires le 10 mai 1927.
Il est titré marquis de Carmarthen entre 1901 et 1927.

### Vie publique
Il hérite d'un demi-million de livres après impôts de son père à l'âge de vingt-six ans en 1927, mais son père laisse également des dettes de jeu.
Le domaine d'Hornby Castle est vendu en 1930 et le duc passe le reste de sa vie en exil fiscal sur la Côte d'Azur et sur l'île de Jersey dans son manoir de Melbourne House. Le château de Hornby, à l'exception d'une aile éventrée, est démoli en 1931.
Lunatique et égocentrique, il dissipe une grande partie de la richesse restante de la famille, bien qu'il en restât assez pour que son unique enfant, Camilla, hérite, en plus d'une allocation, de 1 000 000 £   de la fiducie familiale en 1971.
En 1961, il vend un portrait d'Arthur Wellesley, 1er duc de Wellington) par Francisco de Goya du aux enchères pour 140 000 £ . Il est ensuite volé à la National Gallery lors d'un vol célèbre.
Il décède en 1963 sans héritier mâle, ainsi ses titres passent à son cousin Francis Osborne, 12e duc de Leeds, après qui la lignée s'éteint.

## Famille
Il épouse en premières noces, le 27 mars 1933, Irma Amelia de Malkhozouny, fille d'Iskender de Malkhozouny. Ils n'ont pas d'enfants.
Il épouse en secondes noces, le 21 décembre 1948, Audrey Young (1924-1998), fille de Desmond Young. Ils ont un enfant.
- Camilla Dorothy Godolphin Young (née le 14 août 1950) épouse en premières noces Robert Julian Brownlow Harris (né le 10 juin 1943), dont descendance, puis épouse en secondes noces Nigel Richard Patton Dempster (né le 1er novembre 1941), dont descendance.

Il épouse en troisièmes noces, le 21 décembre 1948, Caroline Fleur Vatcher of Jersey (1931-2005), fille d'Henry Monckton Vatcher de Jersey et de Beryl Methwold Walrond. Ils n'ont pas d'enfants.

## Distinctions

### Décorations britanniques
- Médaille du jubilé d'argent de George V (6 mai 1935)
- Médaille du couronnement du roi George VI (12 mai 1937)
- Médaille du couronnement d'Élisabeth II (2 juin 1953)